# Милан Булајић
Милан Булајић  (Вилуси, код Никшића, 6. септембар 1928 — Београд, 29. новембар 2009) био је стручњак за геноцид, интернационални експерт за изучавање геноцида са гледишта међународног права, историчар и историограф геноцида, и југословенски дипломата у области међународних односа и међународног права. Др Милан Булајић био је покретач идеје и оснивач Музеја жртава геноцида, затим оснивач Фонда за истраживање геноцида, један од оснивача и први координатор Међународне комисије за утврђивање истине о Јасеновцу, као и замјеник председника одбора САНУ за сакупљање грађе о геноциду над српским и другим народима у XX вијеку. Био је покретач идеје, и заједно са проф. др. Бернардом Клајном организатор Прве међународне конференције о Јасеновцу у Њујорку 1997. године. У својству стручњака за геноцид је учествовао на суђењима хрватским и њемачким ратним злочинцима из времена Другог свјетског рата, те на суђењима хрватским усташким организацијама и појединцима за тероризам почињен против Југославије у иностранству у периоду између 1945—1992. године.

## Биографија
Рођен је 6. септембра 1928. године у угледној српској породици у Вилусима код Никшића. Његов отац Крсто био је образовни радник, а његов ђед Тодор био је барјактар у војсци Црне Горе, а касније и народни посланик. Као дјечак од само 13 година, Милан Булајић одлази у партизане 1941. године (првоборац, носилац партизанске споменице), а до краја Другог свјетског рата стиче чин капетана.
Дипломирао је 1951. године на Правном факултету у Београду, а магистрирао на тадашњој Новинарско-дипломатској школи 1952. године, као најбољи студент. Одбраном своје докторске тезе „Право на самоопредјељење“, 1953. године стиче звање доктора „Међународног права и дипломатске историје“. Најзначајнији сегмент његовог интересовања био је истраживање геноцида са аспекта међународног права.
Др Милан Булајић је у периоду између 1949—1987. године, пуних 38 година провео радећи у Министарству иностраних послова Југославије. Између осталог, радио је као главни секретар при представништву Југославије у Вашингтону, Сједињене Америчке Државе, и као изасланик Министарства иностраних послова Југославије при представништву Југославије у Џакарти, Индонезија.
Пензионисан је 1987. године као главни правни савјетник за међународне односе у Министарству иностраних послова Југославије. Био је носилац многобројних домаћих и међународних признања. Преминуо је у 81. години живота на Војномедицинској академији у Београду у недељу 29. новембра 2009. године. Сахрањен је у свом родном мјесту Вилуси код Никшића у суботу 5. децембра 2009. године.

## Истраживање геноцида
Др Милан Булајић је читав свој радни и животни вијек посветио истраживању и проучавању феномена геноцида са домаћег и међународног аспекта, првенствено усташког геноцида почињеног над Србима, Јеврејима и Ромима у НДХ. Његов рад је тежио историографском биљежењу истине о дешавањима у Другом свјетском рату на подручју НДХ, са циљем чувања од заборава да се зло таквих размјера више никад не понови и не заборави, те у циљу јавног објављивања и привођења усташких ратних злочинаца пред лице правде. Појавио се у јавности када су малобројне преживјеле жртве усташког геноцида у НДХ биле још живе, те је са тог гледишта његово деценијско истраживање геноцида својеврсно и неизмјерно важно за историју. Иза себе је оставио велики архив грађе о геноциду у НДХ сакупљене током више од пола вијека рада.

### Суђења ратним злочинцима
Као дипломатски представник и заступник Југославије и њених институција, те као стручњак за геноцид, учествовао је на суђењима хрватским и њемачким нацистичким ратним злочинцима из времена Другог свјетског рата:
- Др Милан Булајић је био представник Југославије у својству посматрача пред судом у Лос Анђелесу, Јужна Калифорнија, 1958. године, у процесу који је покренула Југославија за изручење бившег нацистичко-усташког министра унутрашњих послова НДХ, усташког ратног злочинца Андрије Артуковића[2].
- Као (лат. Amicus curiae - „пријатељ суда“ - независна страна која помаже својим стручним знањем у процесу) учествовао је на суђењу нацистичком ратном злочинцу Адолфу Ајхману 1961. године у Јерусалиму[2].
- У својству посматрача испред Југославије, и као стручни свједок је учествовао на суђењу усташким терористима за напад на Југословенску војну мисију у Западном Берлину, Западна Њемачка 1970. године[2].
- У својству посматрача испред Југославије, и као стручни свједок је учествовао на суђењу усташким терористима за убиство Владимира Роловића амбасадора Југославије у Стокхолму 1971. године[2].
- Као посматрач САНУ учествовао је на суђењу усташком ратном злочинцу Андрији Артуковићу, у Загребу 1986. године.
- Био је покретач оптужбе, захтјева за екстрадицију, и суђења усташком команданту концентрационог логора смрти Јасеновац, усташком ратном злочинцу Динку Шакићу, чијем је суђењу присуствовао у Загребу 1999. године.

## Објављења дјела
Др Милан Булајић је написао велики број ауторских дјела и радова од којих су њих 67 јавно објављена. Његова објављена дјела говоре највише о геноциду над Србима, Јеврејима и Ромима у НДХ током Другог свјетског рата, али и о страдањима у новијем периоду разбијања Југославије.

### Издања на српском језику
- Право на самоопредјељење у друштву народа и Уједињеним нацијама (1917—1962) / Милан Булајић, Универзитет у Београду, Београд, Југославија, (1963)
- Међународно право економског развоја: правни аспекти новог међународног економског поретка / Милан Булајић, Београд, Југославија, (1980)
- Bulajić, Milan (1988). Ustaški zločini genocida i suđenje Andriji Artukoviću 1986. godine. 1. Beograd: Rad. ISBN 9788609001369.
- Bulajić, Milan (1988). Ustaški zločini genocida i suđenje Andriji Artukoviću 1986. godine. 2. Beograd: Rad. ISBN 9788609001369.
- Bulajić, Milan (1989). Ustaški zločini genocida i suđenje Andriji Artukoviću 1986. godine. 3. Beograd: Rad. ISBN 9788609001369.
- Bulajić, Milan (1989). Ustaški zločini genocida i suđenje Andriji Artukoviću 1986. godine. 4. Beograd: Rad. ISBN 9788609001369.
- Југославија и Република Кореја / Милан Булајић, Југославија, (1989)
- Bulajić, Milan (1992). Misija Vatikana u Nezavisnoj Državi Hrvatskoj: "Politika Stepinac" razbijanja jugoslovenske države i pokatoličavanja pravoslavnih Srba po cijenu genocida; Stvaranje Civitas Dei - Antemurale Christiantitatis. 1. Beograd: Politika. ISBN 9788676070411.
- Bulajić, Milan (1992). Misija Vatikana u Nezavisnoj Državi Hrvatskoj: "Politika Stepinac" razbijanja jugoslovenske države i pokatoličavanja pravoslavnih Srba po cijenu genocida; Stvaranje Civitas Dei - Antemurale Christiantitatis. 2. Beograd: Politika. ISBN 9788676070411.
- Ратни злочини и злочини геноцида 1991-1992: научно саветовање Одбора САНУ за сакупљање грађе о геноциду против српског народа и других народа Југославије у XX веку и Државне комисије за ратне злочине и злочине геноцида, одржано од 6. до 8. августа 1992. године у Београду (примљено на I скупу Одељења историјских наука, одржаном 21. јануара 1993. године, на основу реферата академика Радована Самарџића и др Милана Булајића) / Приредио: Милан Булајић, Уредник: Радован Самарџић, САНУ, Одјељење историјских наука, Издавач: Српска академија наука и уметности, Београд, Југославија, (1993)
- Међународни кривични суд за ратне злочине у бившој Југославији, Округли сто на тему „Међународни суд за ратне злочине у бившој Југославији“, одржан на иницијативу Државне комисије за ратне злочине и злочине геноцида и Удружења за кривично право и криминологију Југославије – Катедра за кривичне науке Правног факултета Универзитета у Београду, 13. април (1993), на Правном факултету у Београду / Уредник: Милан Булајић, Музеј жртава геноцида, Београд, Југославија, (1993)
- Систем неистина о злочинима геноцида 1991—1993. године: научни скуп Одбора САНУ за сакупљање грађе о геноциду против српског народа и других народа Југославије у XX веку, Државне комисије за ратне злочине и злочине геноцида и Института за савремену историју, одржан од 22. до 23. априла 1993. године / Приредио: Милан Булајић, Уредник: Радован Самарџић, Београд: САНУ; Српска књижевна задруга, 1994—382 стр. - Научни скупови / Српска академија наука и уметности; књ. 71, Одељење историјских наука; књ. 23, (1994)
- Систем неистина о злочинима геноцида 1991—1993. године: научни скуп Одбора САНУ за сакупљање грађе о геноциду против српског народа и других народа Југославије у XX веку, Државне комисије за ратне злочине и злочине геноцида и Института за савремену историју, одржан од 22. до 23. априла 1993. године (примљено на V скупу Одељења историјских наука, одржан 29. септембра 1993. године, на основу реферата академика Радована Самарџића и др Милана Булајића) приредио Милан Булајић, Радован Самарџић, САНУ; Српска књижевна задруга, Београд, Југославија (1994)
- Разбијање југословенске државе 1991-1992 - злочин против мира: Одговорност Ватикана и Њемачке / Милан Булајић, Српска књижевна задруга: Посебна издања, Југославија. . 1994. ISBN 8637905145. Недостаје или је празан параметар |title= (помоћ)
- Независна Држава Хрватска, Јасеновац, Систем усташких логора смрти, Туђманов јасеновачки мит / Милан Булајић, Стручна књига, Београд, Југославија, (1994)
- Зборник Државне комисије за ратне злочине и злочине геноцида од 20. марта 1992. до 23. јула 1993. I / Милан Булајић, Југословенска државна комисија за ратне злочине и злочине геноцида, Музеј жртава геноцида, Београд, Југославија, (1995)
- Зборник Државне комисије за ратне злочине и злочине геноцида од 20. марта 1992. до 23. јула 1993. II / Милан Булајић, Југословенска државна комисија за ратне злочине и злочине геноцида, Музеј жртава геноцида, Београд, Југославија, (1995)
- Геноцид над Србима у Другом светском рату, (Међународни научни скуп Одбора Српске академије наука и уметности за сакупљање грађе о геноциду против српског народа и других народа Југославије у XX веку, одржан од 23. до 25. октобра 1991. године.) / Приредио: Милан Булајић, уредник: Радован Самарџић, Музеј жртава геноцида и Српска књижевна задруга, Београд, Југославија, (1995)
- Јасеновац, Усташки логор смрти, Српски мит?, Хрватски усташки логори геноцида над Србима, Јеврејима и Циганима / Милан Булајић, Музеј жртава геноцида и Стручна књига, Београд, Југославија, (1999)
- Минимизирање жртава усташког геноцида у логорима Јасеновца / Милан Булајић, Београд, Југославија, (1999)
- Bulajić, Milan (2001). Jasenovac na sudu: Suđenje Dinku Šakiću. Beograd: Muzej žrtava genocida, Stručna knjiga.
- Десет година Музеја жртава геноцида над Србима, Јеврејима и Ромима (Београд, 1992-2002) / Милан Булајић, Фонд за истраживање геноцида: Стручна књига, Београд, Државна Заједница Србија и Црна Гора, (2003)
- Bulajić, Milan (2007). Jasenovac: Uloga Vatikana u nacističkoj Hrvatskoj. Beograd: Pešić i sinovi.

### Издања на енглеском језику
- Milan Bulajic (јануар 1992). Never again: Ustashi genocide in the Independent State of Croatia (NDH) from 1941-1945. Ministry of Information of the Republic of Serbia.
- -{Principles of International Development Law: Progressive Development of the Principles of International Law Relating to the New International Economic Order / by Milan Bulajic, Publisher: Springer, Dordrecht: Martinus Nijhoff. (. 1993. ISBN 0792319710. Недостаје или је празан параметар |title= (помоћ)
- The Independent State of Croatia, Jasenovac, The system of Ustasha death Camps, Tudjman's "Jasenovac myth" (Tudjman's "Jasenovac Myth": genocide against Serbs, Jews and Gypsies, and UNESCO World Heritage) / by Milan Bulajic, Publisher: Stručna knjiga, Belgrade (Yugoslavia), (1996)
- Jasenovac, "Balkan Auschwitz", System of Croatian Nazi-Ustasha Genocide Camps for Serbs, Jews and Gypsies / by Milan Bulajić, Publisher: Museum of Genocide Victims, Stručna knjiga, Belgrade (Yugoslavia), (2001)